# HD39353
HD39353 — хімічно пекулярна зоря спектрального класу B8, що має видиму зоряну величину в смузі V приблизно  7,6.
Вона  розташована на відстані близько 762,0 світлових років від Сонця.

## Пекулярний хімічний вміст
Зоряна атмосфера HD39353 має підвищений вміст 
Si
.